# La Victoria (Cotopaxi)
La Victoria ist eine Ortschaft und eine Parroquia rural („ländliches Kirchspiel“) im Kanton Pujilí der ecuadorianischen Provinz Cotopaxi. Die Parroquia besitzt eine Fläche von 19,22 km². Die Einwohnerzahl lag im Jahr 2010 bei 3016.

## Lage
Die Parroquia La Victoria liegt am Westrand des Andenhochtals in Zentral-Ecuador. Das Gebiet liegt in Höhen zwischen 2920 m und 3150 m. Es wird nach Osten zum Río Cutuchi hin entwässert. Die Fernstraße E30 (Quevedo–Latacunga) verläuft entlang der westlichen Verwaltungsgrenze in Richtung Nordnordwest. Der 2990 m hoch gelegene Hauptort befindet sich 4 km nördlich vom Kantonshauptort Pujilí.
Die Parroquia La Victoria grenzt im Norden an die Parroquia Poaló (Kanton Latacunga), im Osten an die Parroquia 11 de Noviembre (ebenfalls im Kanton Latacunga) sowie im Süden und im Westen an die Parroquia Pujilí.

## Orte und Siedlungen
In der Parroquia gibt es folgende Barrios:
- Centro (cabecera parroquial)
- El Paraíso
- Mulinliví Mosquera
- Mulinliví Norte
- Mulinliví Oriente
- San José
- Santa Rosa de Chilcaloma
- Santa Rosa de Ilinchisí
- Santo Domingo

Ferner gibt es folgende Comunas: Collantes Chucutisí, El Calvario, El Tejar und Parte de Collas.

## Geschichte
Die Parroquia La Victoria wurde 1935/1936 gegründet (Gemeindeverordnung vom 10. Juni 1935; Registro Oficial N° 190 vom 15. Mai 1936).